# Sokolow-Lafette

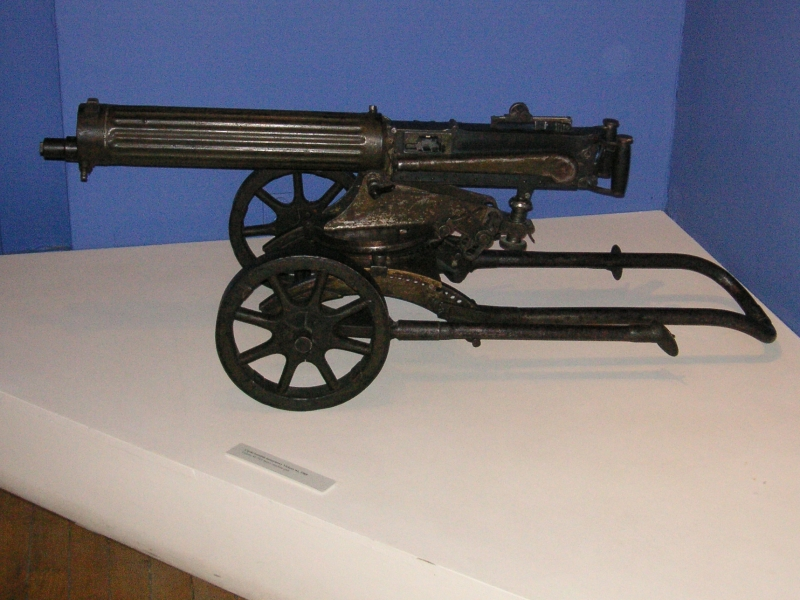
Ein Vickers-MG auf der Sokolow-Lafette

Die Sokolow-Lafette ist eine Radlafette für schwere Maschinengewehre, die von dem russischen Offizier Alexander Alexejewitsch Sokolow für das Maxim-Maschinengewehr entwickelt wurde.

## Geschichte
Die Entwicklung von Lafetten wurde einer Kommission der Infanterie-Offiziersschule anvertraut. Mitte Februar 1908 entschied sich die Kommission für zwei Systeme von Lafetten für Infanterie: ein Muster der Putilowwerke und eine Sokolow-Lafette sowie zwei für die Kavallerie – eine Sokolow-Lafette und eine Maxim-Nordenfeld-Vickers-Lafette zur Erprobung an die Truppe übergeben, die in zwei Infanterieregimentern in jedem der Bezirke: Petersburg, Warschau, Kaukasus, Turkestan und in zwei Kavallerieregimentern der Bezirke Petersburg und Kaukasus durchgeführt wurden, zeigten den Vorteil der Lafette von Hauptmann Sokolow gegenüber der von Putilow sowie die großen Vorteile des neusten Modells der Vickers-Dreibeinlafette. Obwohl die durchgeführten Tests die Notwendigkeit zusätzlicher Änderungen an allen Lafetten ergaben, wurden zur schnellen Ausrüstung der Armee mit Maschinengewehren 500 Sokolow- und 500 Vickers-Lafetten sofort bestellt. In den Infanterie-Maschinengewehrzügen wurden Maxim-Maschinengewehre zum Teil auf den alten Radwagen mit Schilden, teilweise auf den Packstativen, teilweise auf den neuen Sokolow-Lafetten und speziellen einziehbaren Dreibeinen platziert.
Die Sokolow-Lafette wurde auch bei einigen englischen Vickers-Maschinengewehren (hauptsächlich mit einer Dreibeinlafette) und beim Slostin-Maschinengewehr verwendet. Im weiteren Betrieb der Lafette zeigten sich technische Probleme, insbesondere beim Transport der Maschinengewehre.
Die ersten Lafetten wurden im Lessnerwerk hergestellt. Nachfolgend wurden die Sokolow-Lafetten in der Tulaer Waffenfabrik, im Petrograder Obuchow-Werk und in den Werkstätten der Marineakademie hergestellt.

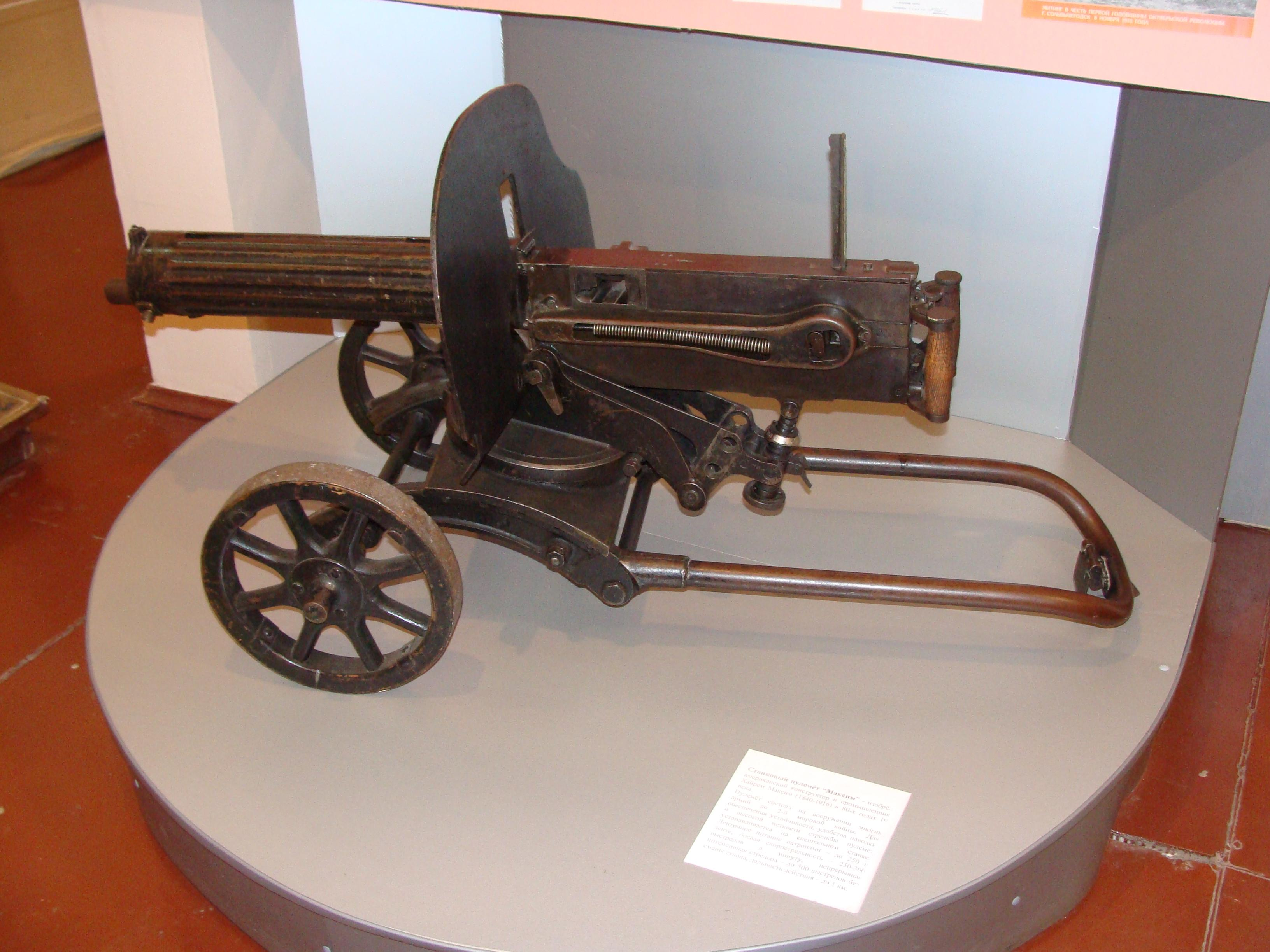
Vereinfachte Sokolow-Lafette

1915 wurde eine vereinfachte Maschinengewehrlafette System Kolesnikow Modell 1915 übernommen, doch Sokolow-Lafetten wurde weiterhin verwendet. Ab der Modernisierung des PM 1910 zum PM 1910/30 wurde auch eine vereinfachte Sokolow-Lafette ohne die beiklappbaren Stützen für Dreibeinaufstellung verwendet, um Gewicht zu sparen.

## Beschreibung
Die Sokolow-Radlafette besteht aus der Achse mit den beiden Rädern, dem daran angebrachten MG-Unterbau sowie der Deichsel. Am Unterbau ist links und rechts je eine Stütze angebracht, die gemeinsam mit der Deichsel für eine erhöhte Dreipunktaufstellung in festen MG-Stellungen genutzt werden konnten. In dieser Konfiguration kann das MG auch als Fla-MG verwendet werden. Auf dem Unterbau befindet sich der Drehkranz, der nach oben in eine U-förmige Waffenwiege übergeht und an dessen hinterm Ende die Höhenrichteinrichtung angebracht ist.

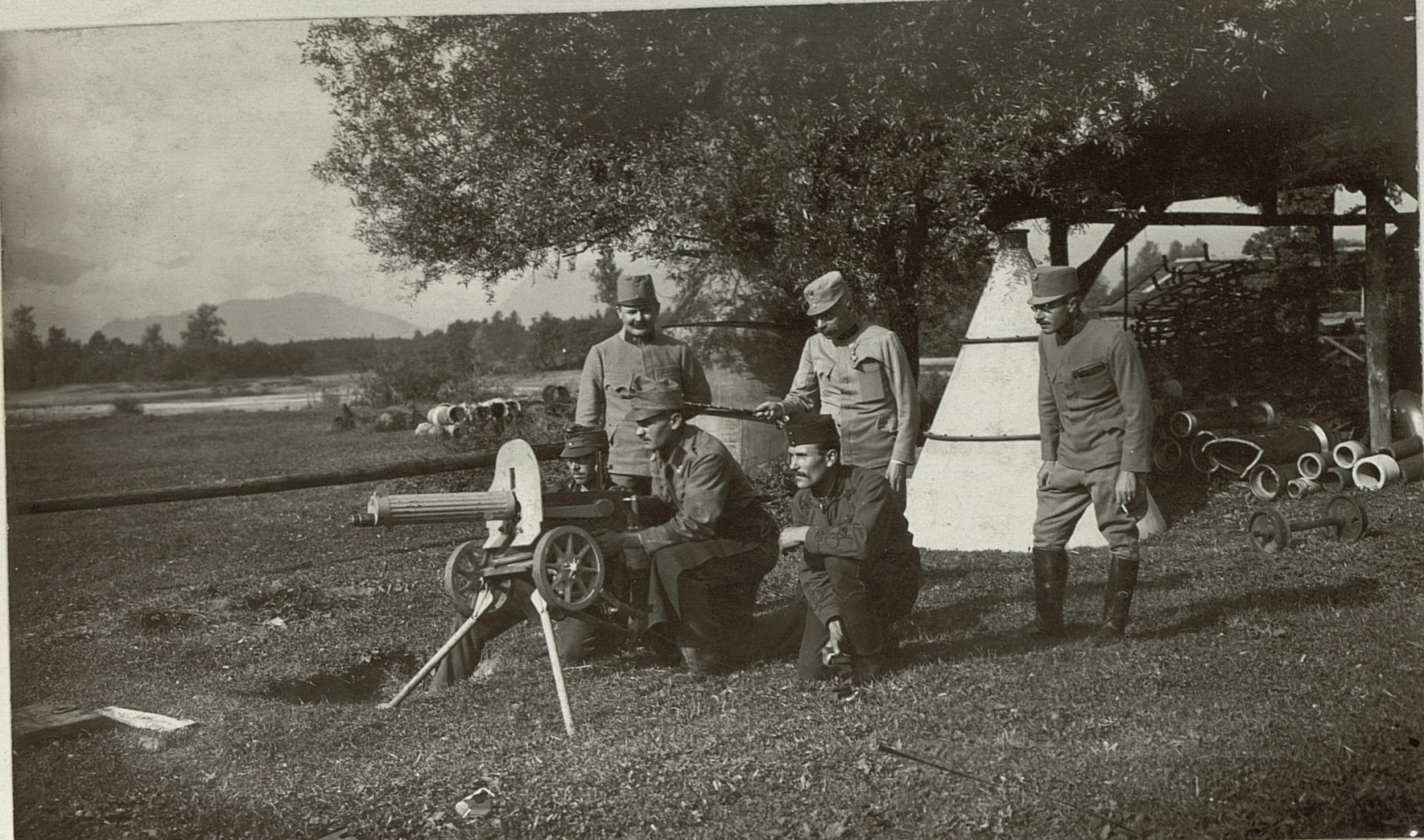
Dreibeinaufstellung, WK I
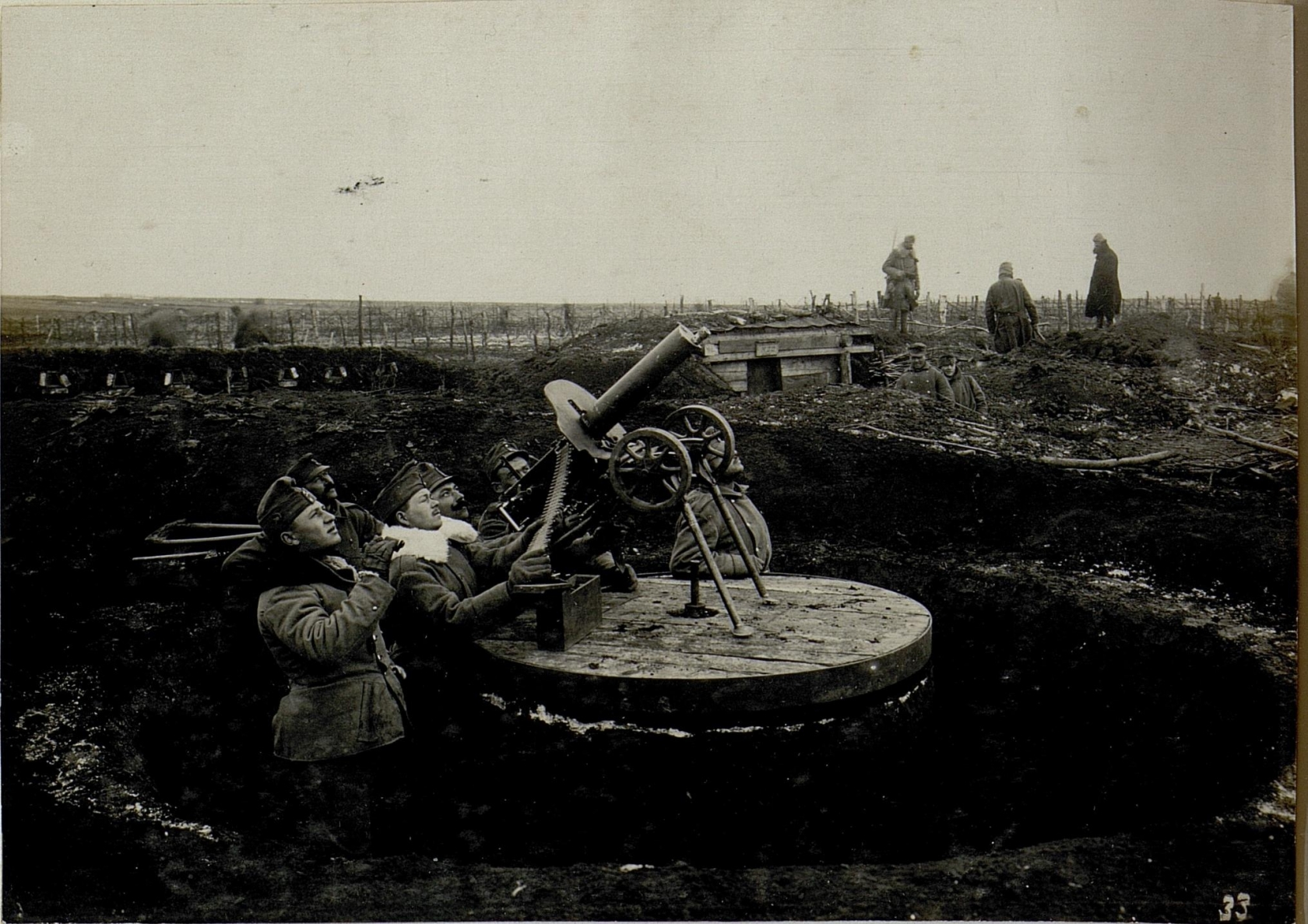
Dreibeinaufstellung als Fla-MG
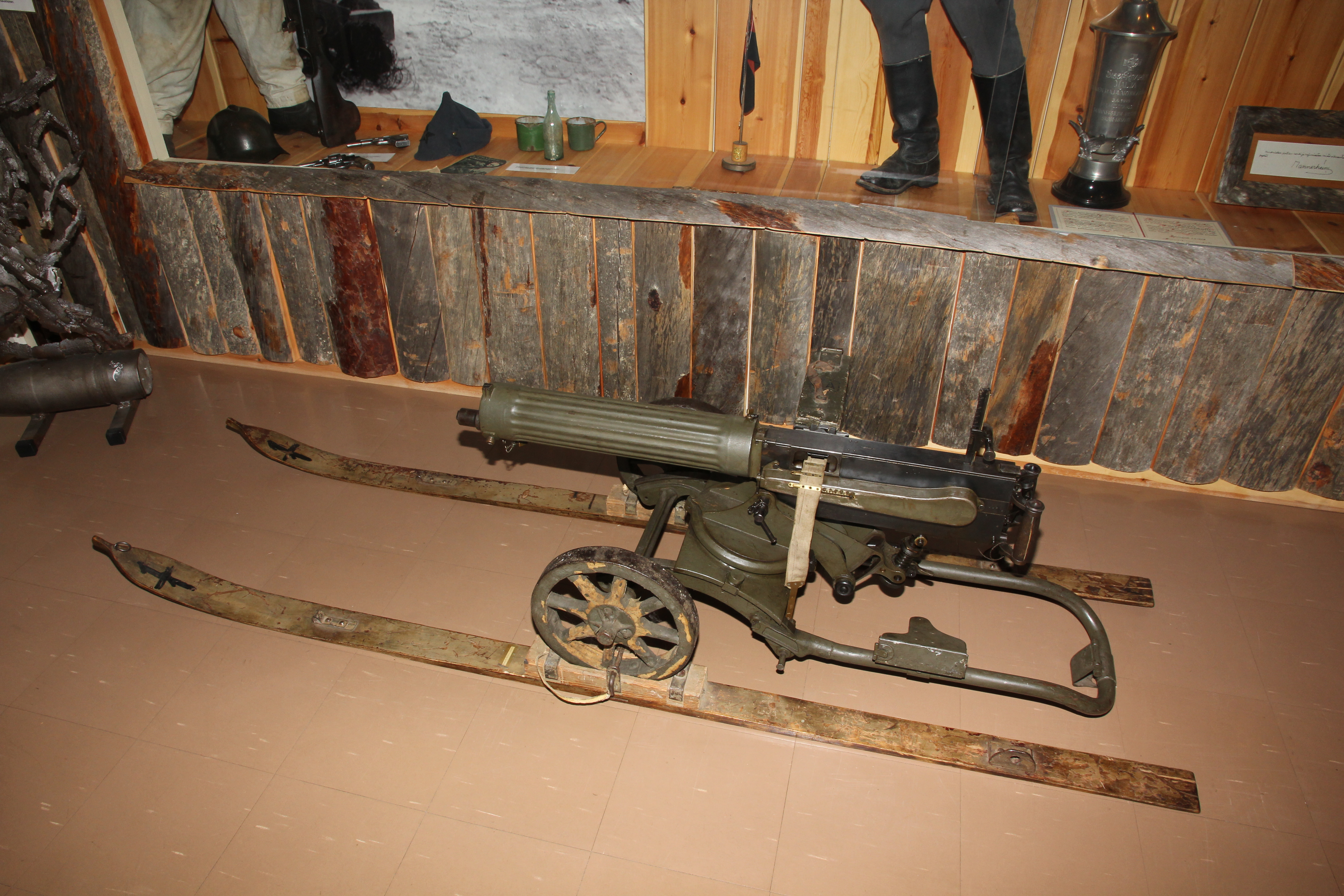
Provisorischer Schi-Untersatz
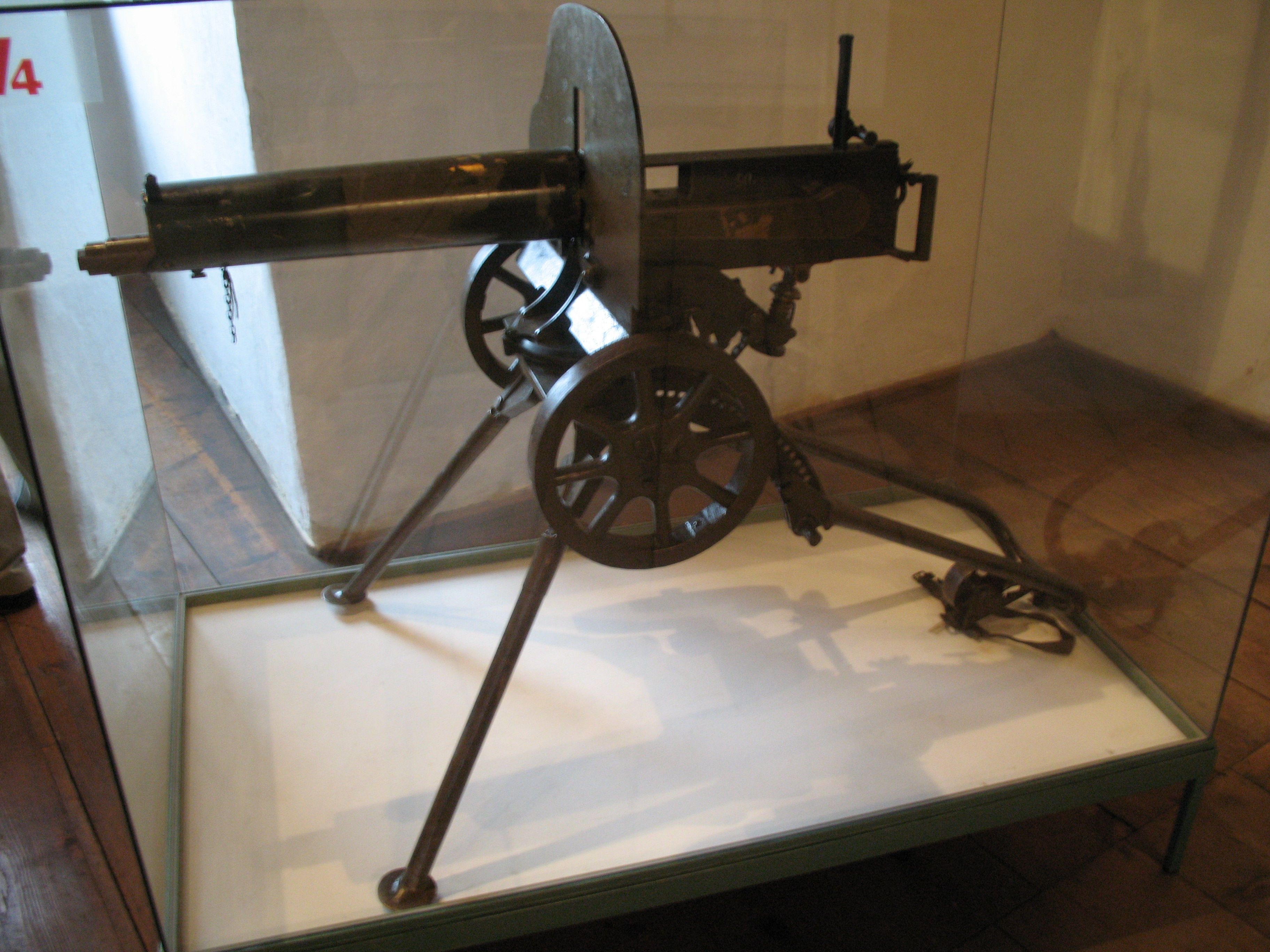
Dreibeinaufstellung

## Technische Daten
| Technische Daten    | Technische Daten |
| ------------------- | ---------------- |
| Gesamtmasse ohne MG | 36 kg            |
| Radgewicht          | 3,07 kg          |
| Raddurchmesser      | 311 mm           |
| Höhenrichtbereich   | −42°/+52°        |
| Seitenrichtbereich  | 120°             |
| Länge über alles    | 1350 mm          |
| maximale Breite     | 505 mm           |

## Nachfolger
Für die beiden Nachfolger des PM 1910, das erfolglose DS-39 und das SG-43, wurde weiterhin auch Radlafetten verwendet, die jedoch deutlich einfacher konstruiert und leichter waren.

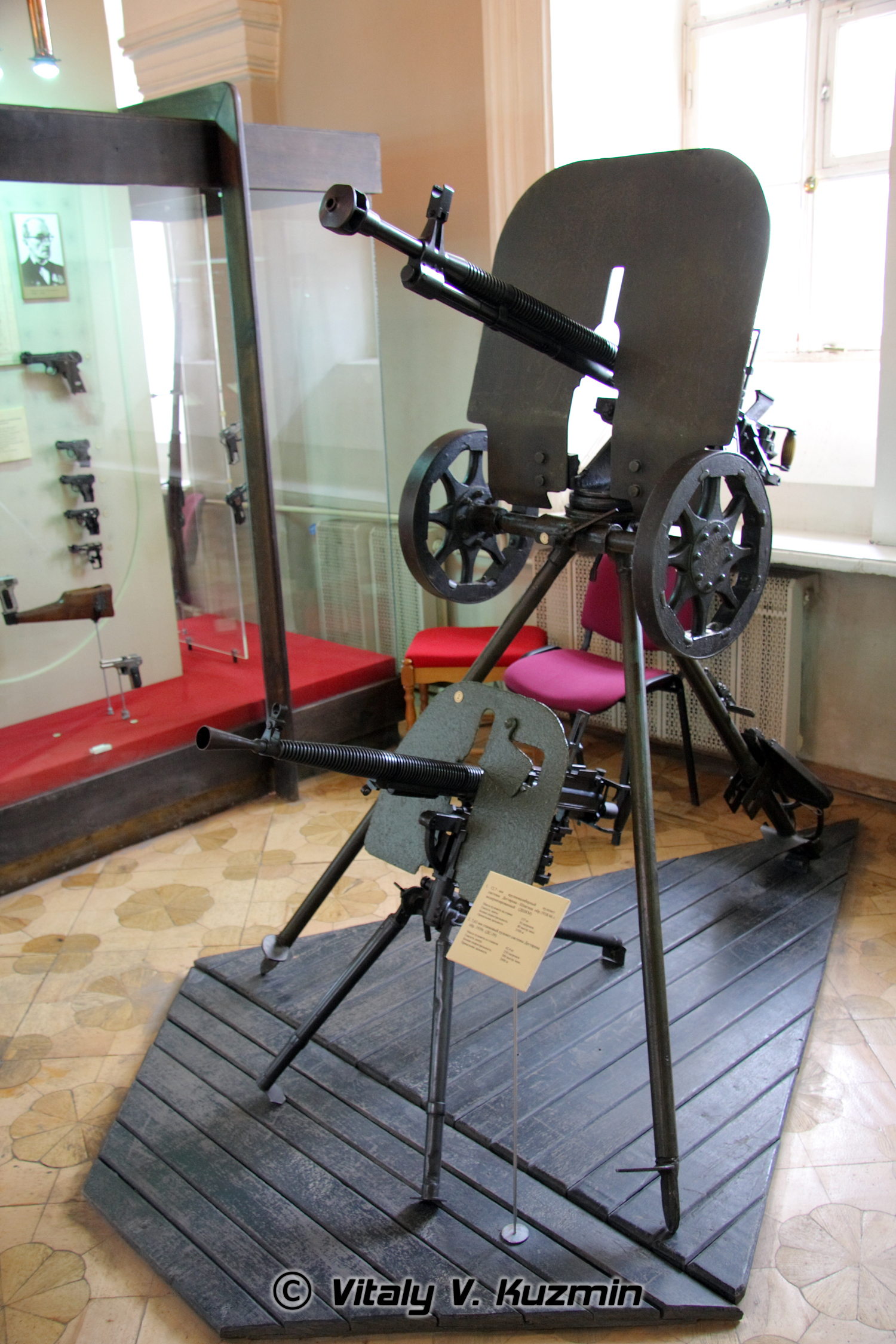
DS-39 mit der vereinfachten Kolesnikow-Lafette
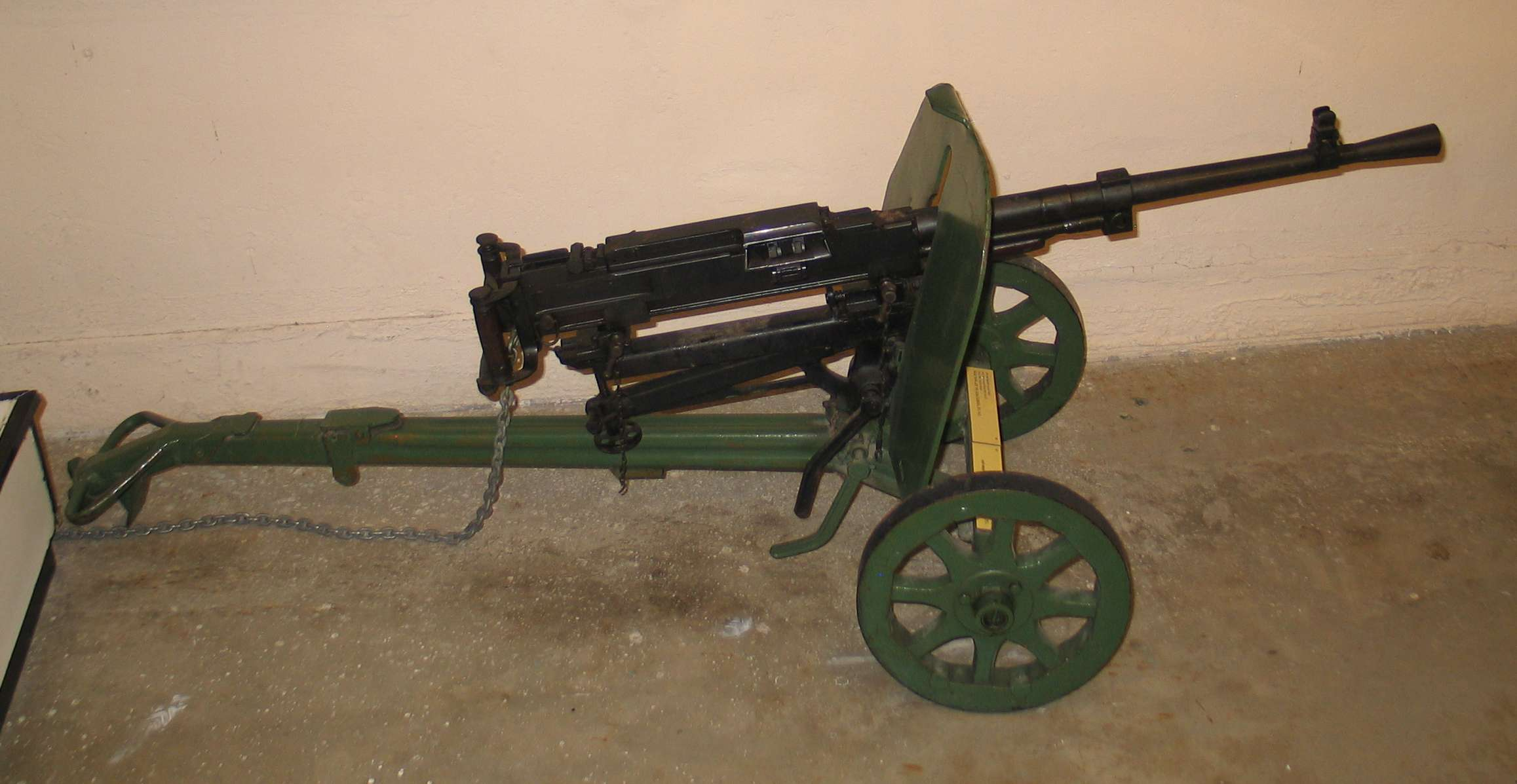
SG-43 mit vereinfachter Degtjarjow-Lafette